# ابن مغاور الشاطبي

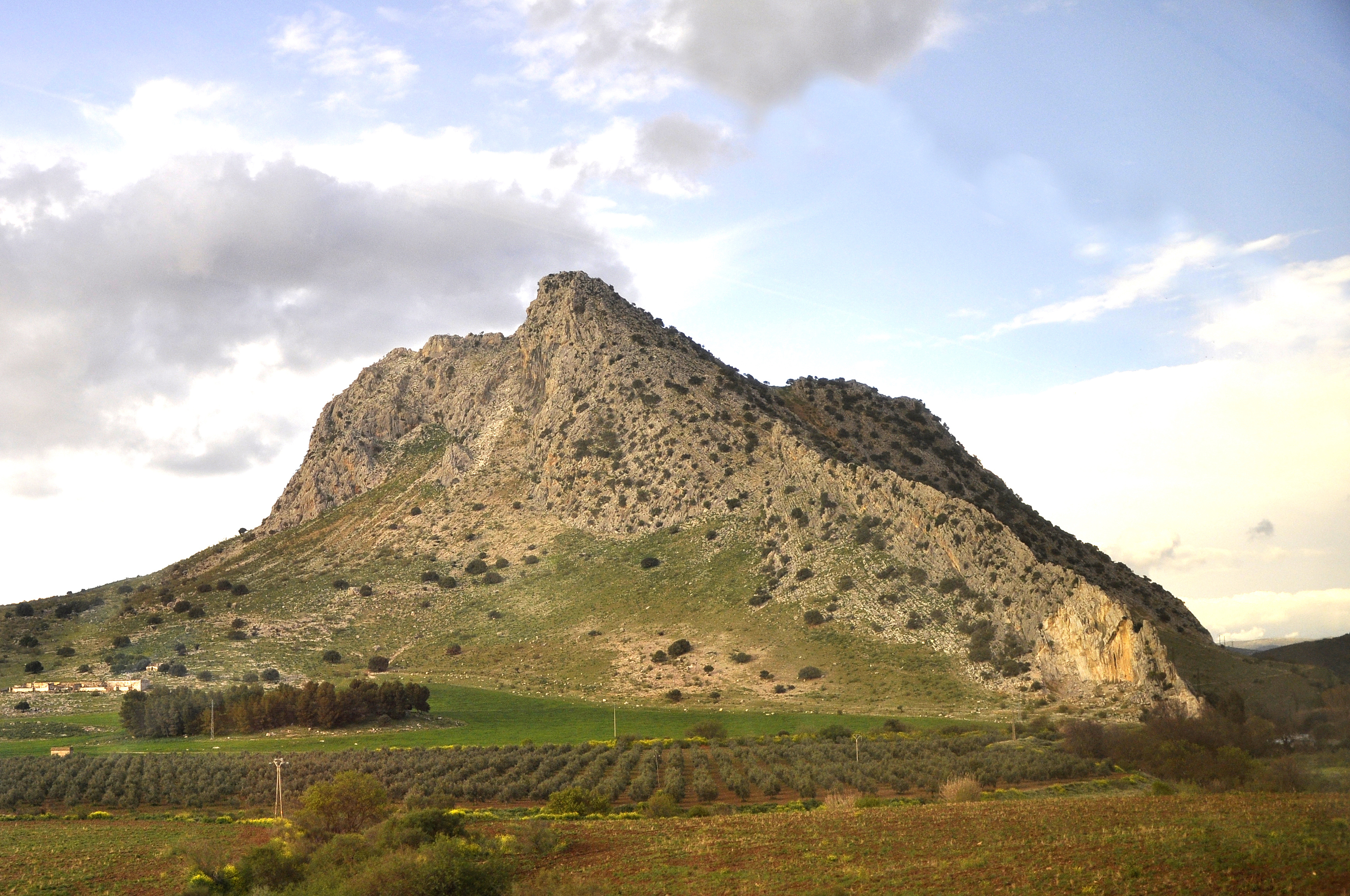
وصف ابن مغاور الشاطبي جبل العشاق في رسالة "ذكر المراحل" إلى الأمير الموحّدي يوسف بن عبد المومن عندما مرّ بأنتقيرة «واجتزنا على صخرة العشّاق، وقطعنا دونها كل حدب و شاقّ»

أبو بكر بن مغاور السُلمي الشاطبي (502هـ / 1108م - 587هـ / 1191م) فقيه وشاعر ووزير أندلسي، وصفه من عاصره برئيس البلاغة. عاش في شرق الأندلس وبالتحديد في شاطبة, في فترة ابن مردنيش التي تميّزت بإعادة التنظيم السياسي و الإداري الموحدي. سنة 570هـ كان ابن مغاور في خدمة الحاكم الموحدي لبلنسية, أبو الربيع ابن عبد الله ابن عبد المؤمن, وانتقل برفقته إلى إشبيلية, حيث التقى بالخليفة يوسف بن عبد المؤمن. غادر أشبيلية يوم الاثنين 12 ربيع الآخر 571 هـ، وكتب رسالة يروي فيها تفاصيل كل مرحلة من رحلته التي سلك فيها طريق أنتقيرة وباثا.